# Archivos Nacionales del Reino Unido
Los Archivos Nacionales del Reino Unido (en inglés The National Archives, de siglas TNA) es un organismo gubernamental británico constituido en abril de 2003 para ser un archivo nacional de tres de los cuatro países constituyentes del Reino Unido, a saber: Inglaterra, Gales e Irlanda del Norte. Escocia, por otra parte, no fue incluida porque ya poseía su propio archivo nacional, los "National Archives of Scotland".
El TNA era, anteriormente, cuatro organizaciones separadas: la "Public Record Office" (Oficina de Registro Público), la "Historical Manuscripts Commission" (Comisión de Manuscritos Históricos), la "Office of Public Sector Information" (Oficina de Información del Sector Público, OPSI) y la "Her Majesty's Stationery Office" (Oficina de Documentos de Su Majestad, HMSO).
El TNA reivindica tener la mayor colección de documentos del mundo, conteniendo cerca de 1000 años de historia británica, desde el "Domesday Book" hasta los documentos emitidos por el gobierno recientemente al público. 
Su sede está localizada en Richmond upon Thames, al sudoeste de la ciudad de Londres, en los Reales Jardines Botánicos de Kew.